# Ober-Sorg
Ober-Sorg ist ein Ortsteil von Schwalmtal im mittelhessischen Vogelsbergkreis.

## Ortsgeschichte

### Mittelalter
Die heutigen Orte Ober-Sorg und Unter-Sorg hießen ursprünglich Schwalm und Fruleiba. Ein Namenspaar bilden die Orte erst seit dem 15. Jahrhundert.
Die urkundliche Ersterwähnung des Flusses Sualmanaha findet sich im Codex Eberhardi und ist ein Kopiar, welches um 1160 angelegt wurde. Der Gewässername stammt aus der Zeit um das Jahr 802. Ob hier auch der Ort gemeint ist, bleibt offen.
Erst im Spätmittelalter wird der Ort erneut erwähnt. 1333 heißt es in einer Urkunden: „... was sie Gutes (Besitz) umb Swalmen  han ...“ Ein Kopiar, entstanden 1448, kennt für 1375 „Swalme“. Für 1490 ist „Obernschwalmen“ schriftlich belegt. Ob sich der Beleg auf Ober-Sorg bezieht, ist nicht eindeutig belegt. In einem Salbuch von 1574 wird eindeutig zwischen den beiden Orten Ober- und Unter-Sorg differenziert: „... Obern und Nidderschwlm oder Sorge sind zwei Dörferchen, das eine wird die Obersorge, das andere die Undersorge oder Frulebach genannt. ... auf der Obristen Sorge und der Understen Sorge ..., ... auf den beiden Sorgen ..., ... zur Obern und Nidern Sorge...“
Die Namensgebung geht auf den Fluss Schwalm zurück, der in Ortsnähe vorbeifließt. Die Sprachwurzel ist das ahd. Wort swellen = anschwellen, welches sich im Mittelhochdeutschen zu swalm verändert. Diese Sprachwurzel findet man auch im Ortsnamen von Grund-Schwalheim in der Wetterau.

### Neuzeit
Die Statistisch-topographisch-historische Beschreibung des Großherzogthums Hessen berichtet 1830 über Ober-Sorg:

„Obersorg (L. Bez. Alsfeld) evangel. Filialdorf; liegt an der Schwalm 1 1⁄2 St. von Alsfeld, hat 29 Häuser und 195 evangelische Einwohner, so wie 2 Mühlen, nemlich 1 Mahl und 1 Oelmühle.“

Im Zuge der Gebietsreform in Hessen bildet Ober-Sorg zusammen mit weiteren acht zuvor selbständigen Ortschaften seit dem 31. Dezember 1971 die Gemeinde Schwalmtal.

### Verwaltungsgeschichte im Überblick
Die folgende Liste zeigt die Staaten und Verwaltungseinheiten, denen Ober-Sorg angehört(e):

- vor 1567: Heiliges Römisches Reich, Landgrafschaft Hessen, Amt Romrod
- ab 1567: Heiliges Römisches Reich, Landgrafschaft Hessen-Marburg, Amt Romrod[15]
- 1604–1648: Heiliges Römisches Reich, strittig zwischen Landgrafschaft Hessen-Darmstadt und Landgrafschaft Hessen-Kassel (Hessenkrieg)
- ab 1604: Heiliges Römisches Reich, Landgrafschaft Hessen-Darmstadt, Oberfürstentum Hessen, Oberamt Alsfeld, Amt Romrod
- ab 1806: Großherzogtum Hessen,[Anm. 2] Fürstentum Ober-Hessen, Oberamt Alsfeld, Amt Romrod[16][17]
- ab 1815: Großherzogtum Hessen, Provinz Oberhessen, Amt Romrod[18]
- ab 1821: Großherzogtum Hessen, Provinz Oberhessen, Landratsbezirk Romrod[19][Anm. 3]
- ab 1829: Großherzogtum Hessen, Provinz Oberhessen, Landratsbezirk Alsfeld (Amtssitzverlegung)
- ab 1832: Großherzogtum Hessen, Provinz Oberhessen, Kreis Alsfeld
- ab 1848: Großherzogtum Hessen, Regierungsbezirk Alsfeld
- ab 1852: Großherzogtum Hessen, Provinz Oberhessen, Kreis Alsfeld
- ab 1867: Norddeutscher Bund,[Anm. 4] Großherzogtum Hessen, Provinz Oberhessen, Kreis Alsfeld
- ab 1871: Deutsches Reich, Großherzogtum Hessen, Provinz Oberhessen, Kreis Alsfeld
- ab 1918: Deutsches Reich (Weimarer Republik), Volksstaat Hessen, Provinz Oberhessen, Kreis Alsfeld
- ab 1938: Deutsches Reich, Volksstaat Hessen, Landkreis Alsfeld[20][Anm. 5]
- ab 1945: Amerikanische Besatzungszone,[Anm. 6] Groß-Hessen, Regierungsbezirk Darmstadt, Landkreis Alsfeld
- ab 1946: Amerikanische Besatzungszone, Hessen, Regierungsbezirk Darmstadt, Landkreis Alsfeld
- ab 1949: Bundesrepublik Deutschland, Hessen, Regierungsbezirk Darmstadt, Landkreis Alsfeld
- ab 1972: Bundesrepublik Deutschland, Hessen, Regierungsbezirk Darmstadt, Vogelsbergkreis, Gemeinde Schwalmtal
- ab 1981: Bundesrepublik Deutschland, Hessen, Regierungsbezirk Gießen, Vogelsbergkreis, Gemeinde Schwalmtal

### Gerichtszugehörigkeit seit 1803
In der Landgrafschaft Hessen-Darmstadt wurde mit Ausführungsverordnung vom 9. Dezember 1803 das Gerichtswesen neu organisiert. Für das Fürstentum Oberhessen (ab 1815 Provinz Oberhessen) wurde das „Hofgericht Gießen“ eingerichtet. Es war für normale bürgerliche Streitsachen Gericht der zweiten Instanz, für standesherrliche Familienrechtssachen und Kriminalfälle die erste Instanz. Übergeordnet war das Oberappellationsgericht Darmstadt. Die Rechtsprechung der ersten Instanz wurde durch die Ämter bzw. Standesherren vorgenommen und somit für Ober-Sorg durch das Amt Romrod. Nach  der Gründung des Großherzogtums Hessen 1806 wurden die Aufgaben der ersten Instanz 1821 im Rahmen der Trennung von Rechtsprechung und Verwaltung auf die neu geschaffenen Landgerichte übergingen. „Landgericht Alsfeld“ war daher von 1821 bis 1879 die Bezeichnung für das erstinstanzliche Gericht in Alsfeld, das heutige Amtsgericht, das für Ober-Sorg zuständig war.
Anlässlich der Einführung des Gerichtsverfassungsgesetzes mit Wirkung vom 1. Oktober 1879, infolge derer die bisherigen großherzoglichen Landgerichte durch Amtsgerichte an gleicher Stelle ersetzt wurden, während die neu geschaffenen Landgerichte nun als Obergerichte fungierten, kam es zur Umbenennung in Amtsgericht Alsfeld und Zuteilung zum Bezirk des Landgerichts Gießen.

## Bevölkerung
Einwohnerstruktur 2011
Nach den Erhebungen des Zensus 2011 lebten am Stichtag dem 9. Mai 2011 in Ober-Sorg 105 Einwohner. Darunter waren 3 (2,8 %) Ausländer. Nach dem Lebensalter waren 24 Einwohner unter 18 Jahren, 33 zwischen 18 und 49, 21 zwischen 50 und 64 und 27 Einwohner waren älter. Die Einwohner lebten in 42 Haushalten. Davon waren 12 Singlehaushalte, 12 Paare ohne Kinder und 15 Paare mit Kindern, sowie 3 Alleinerziehende und keine Wohngemeinschaften. In 12 Haushalten lebten ausschließlich Senioren und in 21 Haushaltungen lebten keine Senioren.
Einwohnerentwicklung
| • 1791: | 134 Einwohner            |
| • 1800: | 162 Einwohner            |
| • 1806: | 156 Einwohner, 29 Häuser |
| • 1829: | 125 Einwohner, 29 Häuser |
| • 1867: | 204 Einwohner, 31 Häuser |

| Ober-Sorg: Einwohnerzahlen von 1791 bis 2015 | Ober-Sorg: Einwohnerzahlen von 1791 bis 2015 | Ober-Sorg: Einwohnerzahlen von 1791 bis 2015 | Ober-Sorg: Einwohnerzahlen von 1791 bis 2015 | Ober-Sorg: Einwohnerzahlen von 1791 bis 2015 |
| --- | -------------------------------------------- | -------------------------------------------- | -------------------------------------------- | -------------------------------------------- |
| Jahr |                                              |                                              |                                              | Einwohner                                    |
| 1791 | 1791                                         |                                              | 134                                          | 134                                          |
| 1800 | 1800                                         |                                              | 162                                          | 162                                          |
| 1806 | 1806                                         |                                              | 156                                          | 156                                          |
| 1829 | 1829                                         |                                              | 204                                          | 204                                          |
| 1834 | 1834                                         |                                              | 207                                          | 207                                          |
| 1840 | 1840                                         |                                              | 216                                          | 216                                          |
| 1846 | 1846                                         |                                              | 240                                          | 240                                          |
| 1852 | 1852                                         |                                              | 221                                          | 221                                          |
| 1858 | 1858                                         |                                              | 189                                          | 189                                          |
| 1864 | 1864                                         |                                              | 206                                          | 206                                          |
| 1871 | 1871                                         |                                              | 203                                          | 203                                          |
| 1875 | 1875                                         |                                              | 202                                          | 202                                          |
| 1885 | 1885                                         |                                              | 178                                          | 178                                          |
| 1895 | 1895                                         |                                              | 163                                          | 163                                          |
| 1905 | 1905                                         |                                              | 140                                          | 140                                          |
| 1910 | 1910                                         |                                              | 135                                          | 135                                          |
| 1925 | 1925                                         |                                              | 143                                          | 143                                          |
| 1939 | 1939                                         |                                              | 118                                          | 118                                          |
| 1946 | 1946                                         |                                              | 191                                          | 191                                          |
| 1950 | 1950                                         |                                              | 181                                          | 181                                          |
| 1956 | 1956                                         |                                              | 140                                          | 140                                          |
| 1961 | 1961                                         |                                              | 132                                          | 132                                          |
| 1967 | 1967                                         |                                              | 117                                          | 117                                          |
| 1970 | 1970                                         |                                              | 117                                          | 117                                          |
| 1980 | 1980                                         |                                              | ?                                            | ?                                            |
| 1990 | 1990                                         |                                              | ?                                            | ?                                            |
| 2000 | 2000                                         |                                              | ?                                            | ?                                            |
| 2005 | 2005                                         |                                              | 115                                          | 115                                          |
| 2010 | 2010                                         |                                              | 104                                          | 104                                          |
| 2011 | 2011                                         |                                              | 105                                          | 105                                          |
| 2015 | 2015                                         |                                              | 114                                          | 114                                          |
| Datenquelle: Historisches Gemeindeverzeichnis für Hessen: Die Bevölkerung der Gemeinden 1834 bis 1967. Wiesbaden: Hessisches Statistisches Landesamt, 1968. Weitere Quellen: ; Gemeinde Schwalmtal (aus Webarchiv): |                                              |                                              |                                              |                                              |

Historische Religionszugehörigkeit
| • 1829: | 195 evangelische Einwohner                                         |
| • 1961: | 110 evangelische (= 83,33 %), 22 katholische (= 16,67 %) Einwohner |

## Politik
Ortsvorsteher ist Matthias Martin.

## Kultur und Sehenswürdigkeiten
- Das Totemann Grab ist die um 1818 entstandene Beerdigungsstätte des namenlosen Sohnes einer umherziehenden Bettlerin. Das Kind war an den natürlichen Blattern verstorben.
- Das ehemalige Gebäude der Volksschule wurde zum Dorfgemeinschaftshaus des Ortes umgebaut.

## Persönlichkeiten
- Friedrich Müller (1879–1947), evangelischer Pfarrer